# 多变叉蕨
多变叉蕨（学名：Tectaria variabilis）为叉蕨科叉蕨属下的一个种。其种加词“variabilis”意为“变化的”。
现接受名为多变多网蕨（Polydictyum variabile (Tardieu & Ching) S.Y.Dong & C.W.Chen, 2017)。